# مسرحية الخفاش
الخفاش هي مسرحية من ثلاثة فصول من تأليف ماري روبرتس رينهارت  وافيري هوبوود وانتجت لأول مرة من قبل لينكولن واجهينالز وكولين كيمبر عام 1920. تجمع القصة بين عناصر الغموض والكوميديا حيث تقضي كورنيليا فان جوردر والضيوف ليلة عاصفة في منزلها الصيفي المستأجر بحثًا عن الأموال المسروقة التي يعتقدون أنها مخبأة في المنزل، بينما يلاحقهم مجرم مقنع يعرف باسم "الخفاش".  يتم الكشف عن هوية الخفاش في نهاية الفصل الأخير.
نشأت المسرحية باعتبارها اقتباسًا لرواية رينهارت الغامضة عام 1908 بعنوان "الدرج الدائري". غيّرا رينهارت وهوبوود القصة لإعدادها لبرودواي بما في ذلك إضافة الخصم الفخري. أدى ارتباط القصة بالرواية إلى نزاع قانوني حول حقوق الفيلم مع شركة سيليج بوليسكوب، وهم منتجي فيلم مقتبس من الرواية عام 1915 بعنوان الدرج الدائري. بعد عرضها تحت عنوان "لص في الليل" افتتحت المسرحية باسم الخفاش في مسرح موروسكو في برودواي في 23 أغسطس 1920.
حقق الخفاش نجاحًا نقديًا وتجاريًا. وتم عرض 867 عرضًا في نيويورك و 327 عرضًا في لندن؛ نقلت العديد من الشركات المسرحية العرض إلى مناطق أخرى. وعُرضت المسرحية مرتين في برودواي في عامي 1937 و 1953. كان لديها العديد من الاقتباسات بما في ذلك رواية عام 1926 تُنسب إلى رينهارت وهوبوود ولكن كتبها ستيفن فنسنت بينيت. انتجت ثلاثة أفلام مقتبسة منها: الخفاش عام 1926، وهمسات الخفافيش عام 1930 والخفاش 1959. ألهمت المسرحية واقتباساتها قصصًا أخرى من الغموض والكوميديا بإعدادات مماثلة، وأثرت في إنشاء كتاب قصص مصورة للبطل الخارق باتمان.

## الحبكة
تستأجر العازبة المسنة كورنيليا فان جوردر، قصرًا قديمًا ومعزولًا في لونغ آيلاند مملوكًا لكورتلي فليمنج، وهو رئيس البنك الذي ورد أنه توفي قبل عدة أشهر. في أمسية عاصفة تومض فيها الكهرباء وتنطفئ. اقتنع معظم الخدم بأن المنزل مسكون فاختلقوا الأعذار وهربوا. وفقًا لتقرير إخباري فقد تمكن مجرم غامض يُعرف باسم "الخفاش" من الهروب من الشرطة في المنطقة. كانت كورنيليا موجودة في المنزل مع خادمتها ليزي وبيلي، وهي خادمة شخصية يابانية. انها ايضا جزء من طاقم عمل فليمينغ المنزلي. انضم إليهم بروكس وهو بستاني عينته مؤخرًا ابنة أخت كورنيليا ديل أوغدن. تصل ديل والدكتور ويلز الطبيب الشرعي المحلي والصديق القديم لفليمنج في زيارة. أخبروا كورنيليا أن أمين الصندوق جاك بيلي في بنك فليمنج قد اختفى ويشتبه في أنه سرق أكثر من مليون دولار، أخبرت كورنيليا ليزي وديل أنها دعت أحد محققي الشرطة للزيارة لأن شخصًا ما كان يحاول اقتحام المنزل ليلاً. يغادر ويلز ويصل المحقق أندرسون، أخبرت كورنيليا أندرسون أنها تشتبه في أن فليمنج اختلس من البنك وأخفى الأموال في المنزل. بينما تصطحب كورنيليا أندرسون إلى غرفته يحذّر ديل بروكس (وهو في الواقع جاك بيلي وخطيب ديل) من أن أندرسون محقق، يعتقد بروكس أيضًا أن فليمنج أخفى المال ويريد تبرئة نفسه من خلال العثور عليه.  يستدعي ديل ابن شقيق فليمنج ريتشارد (الذي استأجر المنزل لكورنيليا) للتعرف على أماكن الاختباء المحتملة. أظهر لها ريتشارد مخططًا للمنزل مع غرفة مخفية، حيث قد يكون فيها المال. وفي أثناء جدالهم حول المخطط، تظهر شخصية في الظلام وتطلق النار على ريتشارد معلنًا انتهاء الفصل الأول.
تستدعي كورنيليا الدكتور ويلز للعودة إلى المنزل لفحص جثة ريتشارد وتطلب ديل من ويلز إخفاء المخطط الذي أخذته من ريتشارد لأن الآخرين قد يعتقدون أنها قتلته بسبب ذلك. يدخل ريجينالد بيريسفورد المحامي الذي كان ينتظر في سيارته بعد أن أوصل ريتشارد إلى المنزل، تتعرف ريجينالد على جاك وفضح خطيبها يجعل ديل تعترف بأنها أعطت ويلز مخطط الغرفة المخفية.  يدعي ويلز أنه لا يملك المخطط وتكشف كورنيليا عن أدلة أخرى تدينه، يطلب أندرسون استجوابه على انفراد، يضرب ويلز أندرسون حتى يفقد وعيه أثناء التحقيق ويسحبه إلى غرفة أخرى. قبل أن يتمكن ويلز من الذهاب إلى الغرفة المخفية يظهرعند باب الشرفة شخص غريب يدعي أنه فقد ذاكرته بعد تعرضه للهجوم وتقييده في المرآب. عندما يحاول الضيوف التعرف على الرجل المجهول، يكتشفون أنهم محبوسون في المنزل. في نهاية الفصل الثاني وجدت كورنيليا بطاقة الخفاش وهي مضرب ورقي اسود معلقة على الباب.
يبدأ الفصل الثالث في الطابق العلوي من المنزل، حيث يظهر رجل ملثم في الغرفة المخفية سابقًا وهو يأخذ حقيبة نقود من الخزنة. عندما تجد ديل الغرفة يهرب الرجل تاركًا إياها والمال محبوسان بالداخل. وجدوها الآخرون هناك فاقدةً للوعي. ويظهر أندرسون مرة أخرى ويتهم ويلز بسرقة الأموال وقتل ريتشارد. تبدأ كورنيليا في تقديم نظرية بديلة لكن يقطعها دخول الرجل المجهول إلى الطابق العلوي، ويسأله أندرسون عن فقدانه للذاكرة،. تذكر كورنيليا إنها رأت رجلاً على السطح فغادر معظمهم للبحث عنه. تشتت كورنيليا الجميع لتخبر ديل وجاك والرجل المجهول أنها تعتقد أن المال لا يزال في الغرفة، عندما يبحثون عن المال يجد جاك جثة كورتلي فليمنج الذي قُتل مؤخرًا، بينما يتجادل كورنيليا وديل وجاك حول ما حدث. ثم يقفل الرجل المجهول الباب ويأمرهم بالهدوء. عندما يتسلل الرجل الملثم من خلال النافذة يقبض عليه الرجل المجهول ويكشف أن الرجل المجهول هو المحقق الحقيقي أندرسون؛ لقد تظاهر الخفاش (الرجل المقنع) بأنه أندرسون.

## تاريخها
كانت ماري روبرتس رينهارت واحدة من أنجح كتّاب الغموض الأمريكيين في أوائل القرن العشرين. بعد أن بدأت مسيرتها في كتابة القصص القصيرة وحققت نجاحًا شعبيًا بنشر روايتها عام 1908 "الدرج الدائري". في عام 1909 طلب منتجا برودواي لينكولن واجنهالز وكولين كيمبر من رينهارت أن تقوم بملائمة روايتها القصيرة "سبعة أيام" للمسرح، وافقت على العمل لإنشاء السيناريو مع أفيري هوبوود. وهو كاتب مسرحي شاب أنتج مسرحية واحدة فقط. ظهرت مسرحية "سبعة أيام" لأول مرة في برودواي في نوفمبر 1909 وحققت نجاحًا كبيرًا. واصل كل من رينهارت وهوبوود كتابة المسرحيات لكن لم يتعاونا مرة أخرى حتى فيلم الخفاش.
في عام 1916 سأل رينهارت المنتج المسرحي إدغار سيلوين عما إذا كان يعتقد أن المسرحية الغامضة ستكون ناجحة إذا أبقت اللغز دون حل حتى النهاية؛ أجاب سلوين أن مثل هذه المسرحية يمكن أن تدر مليون دولار. قرر رينهارت أن يبني قصة هذه المسرحية على قصة الدرج الدائري الذي تم تعديله لفيلم في عام 1915. على الرغم من أنها بدأت العمل على المسرحية في ربيع عام 1917 إلا أنها كانت مشتتة بسبب العمل في وزارة الحرب الأمريكية خلال الحرب العالمية الأولى. وبحلول خريف عام 1918 كانت قد كتبت الفصلين الأولين فقط، تواصلت رينهارت مع هوبوود لمساعدتها في إكمال المسرحية أثناء وجودها في أوروبا لصالح وزارة الحرب. كانت هوبوود مهتمة بالمسرحية لكنها لم تكملها عندما كانت في الخارج.
بعد عودة رينهارت في عام 1919 انضمت هوبوود إليها في سيويكلي في بنسلفانيا حيث عاشت. لقد عملوا على المسرحية هناك وفي مدينة نيويورك حتى أكملوها. وأثناء عملهم على الخفاش، طلب منهم واجنهالز وكيمبر العمل على سيناريو مسرحية تسمى العشق الإسباني (مقتبس من مسرحية ماريا ديل كارمن وهي مسرحية إسبانية في عام 1896)، تطلبت كتابة كلتا المسرحيتين من رينهارت وهوبوود العمل لساعات طويلة. بحلول أوائل أبريل 1920 كانوا يعملون على مرحلة نهائية فيها روح الدعابة أكثر من التنقيحات لفيلم الخفاش.
أنهى رينهارت وهوبوود فيلم الخفاش بعد ظُهر يوم 11 أبريل 1920.  تم استدعاؤها بعد لحظات عندما دخلت زوجة ابنها في المخاض وولدت حفيدتها في وقت مبكر من اليوم التالي، قررت رينهارت التركيز على الالتزامات العائلية وغابت عن قراءة المسرحية أمام واجنهالز وكيمبر اللذين أعربا عن رغبتهما في عرضها، بعد أن شارك هوبوود مسودة معهما. لقد فاتتها تدريبات الخفاش في برودواي على الرغم من أنها حضرت عروض التدربيات الاخيرة قبل افتتاحها في برودواي. عُرضت المسرحية في واشنطن حيث افتتحت في مسرح بيلاسكو في 14 يونيو 1920 تحت عنوان "لص في الليل".  في الأسبوع التالي تم عرضه في أتلانتيك سيتي في ولاية نيو جيرسي مع استعادة عنوان رينهارت المفضل، افتتحت مسرحية "الخفاش" في برودواي في مسرح موروسكو في 23 أغسطس 1920، إن المسرحية من إنتاج واجنهالز وكيمبر واخراج كيمبر ايضًا. أُغلق إنتاج برودواي في سبتمبر 1922 بعد 867 عرضًا، قبل إغلاقه أرسل واجنهالز وكيمبر لست شركات مسرحية لعمل جولة في الولايات المتحدة. في 23 يناير 1922 افتتح الخفاش327 عرضًا في لندن على مسرح سانت جيمس في ويست إند.
أُحييت المسرحية مرتين في برودواي وكان العرض الأول من إنتاج بن لوندي وإخراج بنيامين كامسلر. افتتح في 31 مايو 1937 في مسرح ماجستيك كجزء من برنامج الفصل الصيفي وكان من المقرر أن يستمر لمدة أسبوع. تم تمديده وإغلاقه بعد أسبوعين و11 عرضًا، افتتح العرض الثاني في 20 يناير 1953 على المسرح الوطني واختتم في 7 فبراير بعد 23 عرضًا.

## طاقم التمثيل والشخصيات
لعبت  كورنيليا فان جوردر الدور الرئيسي للمسرحية التي لعبته في النسخة الأولى إيفي إلسلر. على الرغم من العرض الطويل غير المعتاد لفيلم الخفاش، ظهرت إلسلر في كل عرض تقريبًا (بما في ذلك المساء الذي اعقب بوفاة زوجها)؛ لقد تركت هذا الجزء لفترة وجيزة فقط، بعد أن انهارت على خشبة المسرح خلال الأسبوع الأخير من الإنتاج. كان الخفاش هو دورها الأخير في برودواي.
اختارا واجنهالز وكيمبر دور هاريسون هانتر عنوانًا للمسرحية، لم يُظهروا لهنتر أو أعضاء فريق التمثيل الآخرين المشهد الأخير (الذي تم فيه الكشف عن هوية الخفاش) إلا قبل وقت قصير من بروفة الملابس. كان هانتر الذي لعب على الأغلب دور المحقق منزعجًا عندما علم أن دوره كان دور مجرم على الرغم من أنه ظل في الدور طوال فترة برودواي بأكملها قبل الانضمام إلى شركة سياحية للمسرحية، في نهاية عام 1922 بينما كان هانتر لا يزال يلعب دور الخفاش إلا أنه أصيب بالمرض وتوفي بعد أسبوع.

## تحليل درامي

### الاقتباس
من أجل اقتباس قصة الدرج الدائري للمسرح فقد أجرى رينهارت وهوبوود تغييرات على الشخصيات والحبكة؛ كان الأهم هو إضافة المجرم اللامع الذي أصبح اسمه المستعار هو عنوان المسرحية. كانت الشخصيات الشريرة الأساسية هي مصرفيًا مختلسًأ وطبيبًا ساعد المصرفي في تزوير وفاته. تم تغيير جميع أسماء الشخصيات (أصبحت راشيل إينيس في الرواية كورنيليا فان جوردر في المسرحية وابنة أختها جيرترود أصبحت ديل وما إلى ذلك) وتم حذف بعض الشخصيات المهمة في الرواية من المسرحية. على الرغم من التغييرات إلا إن المسرحية قد احتفظت بالعديد من عناصر الرواية بما في ذلك البطلة العانس المسنة وابنة أختها المقيمة في منزل صيفي والغرفة المخفية في المنزل والمؤامرة بين المصرفي وطبيبه وموظف البنك الذي يتنكر كبستاني.

### النوع الفني للقصة وهيكلها
إن قصة الخفاش تحتوي على الكوميديا والغموض، كقصة الدرج الدائري. فإن معظم السيناريو الكوميدي تقدمه ليزي، وهي خادمة كورنيليا. ينتهي اللغز بتحويره حيث تكون الشخصية التي يفترض أنها محقق يحقق في القضية هي في الواقع الشرير. بالرغم أن النهايات كانت مماثلة في المرحلة السابقة إلا أنها كانت غير متوقعة بما يكفي لخداع جمهور المسرحية في برودواي، للحفاظ على معقولية القصة تحقق رينهارت وهووبوود من توقيت الحبكة (بما في ذلك الأحداث التي تجري خارج المسرح ) فأعادا كتابتها حسب الحاجة للتأكد من أن الجدول الزمني واقعي. قال هوبوود لصحيفة نيويورك وورلد إنهم حاولوا جعل المسرحية "منطقية تمامًا وخالية من الثغرات".

## ردود الأفعال

### شباك التذاكر
مع عرض برودواي لعدة سنوات وأكثر من تسعة أشهر في ويست إند والعديد من جولات المجموعة المسرحية فقد حقق الخفاش نجاحًا ماليًا، في الملف الشخصي لعام 1946 عن رينهارت قدّر كاتب مجلة لايف جيفري تي هيلمان أن المسرحية كسبت أكثر من تسعة ملايين دولار، لقد كانت المسرحية الأكثر نجاحًا لكل من كتابها ومنتجيها وكانت ثاني أطول إنتاج في برودواي في التاريخ في نهاية مهمتها الأولية.

### التقييمات
تلقى إنتاج برودواي الأصلي لمسرحية الخفاش تقييمات إيجابية أشادت بكتاباته وأدائه، وصف ألكسندر وولكوت المسرحية في صحيفة نيويورك تايمز بأنها مسلية وحسنة التمثيل، بالنسبة لصحيفة نيويورك تريبيون فقد وصف هيوود برون الخفاش بأنه أفضل من العشق الأسباني (الذي افتتح في الأسبوع السابق). علق برون أن فيلم الخفاش "قدم سلسلة متتالية ممتازة من الإثارة" على الرغم من إمكانية حذف الأجزاء الأقل كوميدية". أحب أحد المراجعين في برنامج مساء نيويورك تلقرام كوميديا الوطواط ووصفها بأنها "أفضل مسرحية غامضة شهدتها نيويورك على الإطلاق"، وفقًا لمراجعة Brooklyn Daily Eagle فقد كان الخفاش "ثلاثة فصول مليئة بالغموض والمرح" وأفضل من سيناريو سبعة أيام
تلقت المسرحية في لندن عام 1922 أيضًا تقييمات إيجابية  في The Spectator وكتب دبليو جيه تورنر أن المسرحية كانت مثيرة وأشاد بتمثيل مور في دور كورنيليا لكنه لم يعجبه "مهرج" ويلز في دور ليزي، The Bystander أطلق على الخفاش لقب "الأكثر إثارة من البداية إلى النهاية" عندما تم احيائها في برودواي في عام 1937. قال المقيّمين أن المسرحية لم تنضج مع مرور الوقت بسبب المسرحيات التي تقلدها، وفقًا لآرثر بولوك من صحيفة بروكلين ديلي إيجل، أظهر الخفاش تقدمه في السن، وكان مسليًا أكثر من كونه مخيفًا على الرغم من أن أتكينسون كان يفضل إحياء قصة عام 1953 و"براءة" القصة القديمة إلا أن المقيمين الآخرين اعتبروها مؤرخة.

## الصدى
يعتبر الخفاش مثالًا كلاسيكيًا للغموض الكوميدي ووصفه الناقد الدرامي جوزيف تواديل شيبلي بأنه "الأكثر شهرة والأكثر انتفاضًا من بين دراما القتل الغامضة لدينا"، العديد من عناصره أصبحت الآن مستهلكة، شجع نجاح الخفاش المقلدين على وضع ألغاز ممزوجة بالكوميديا في بيوت قديمة مظلمة. يعتقد بعض الشخصيات أنها مسكونة. افتتحت مسرحية "القطة والكناري" لجون ويلارد في برودواي في فبراير 1922 وعرضت 349 عرضًا ومن بين التقليد الناجح الآخر مسرحية "الوحش" لكرين ويلبر التي افتتحت في برودواي في أغسطس من ذلك العام، كذلك مسرحية رالف سبنس عام 1925 "الغوريلا" سخرت من هذا النوع، وبحسب إعلاناتها فإنه "يتفوق على الخفاش"، سرعان ما تبعت إصدارات الأفلام وما في ذلك نسخة مقتبسة من فيلم الوحش عام 1925 وعدة اقتباسات من رواية القطة و الكناري ورواية الغوريلا  بحلول أواخر العشرينيات من القرن الماضي، كانت شعبية سيناريوهات الغموض تتراجع في المسرح الحي على الرغم من استمرار هذا النوع في أفلام مثل The Old Dark House لجيمس ويل (1932) والعديد من التعديلات على الخفاش.

### الأفلام
الأفلام الأساسية الخفاش1926 عام، وهمسات الخفافيش، والخفاش عام 1959.
باع رينهارت حقوق الفيلم لشركة The Circular Staircase إلى شركة Selig Polyscope التابعة لمنتج الأفلام William Selig في عام 1915 وأصدر نسخة فيلمية من الرواية في ذلك العام، اشترى رينهارت الحقوق من سيليج في عام 1920 لتجنب النزاعات حول الاقتباسات المحتملة لفيلم الخفاش، لكن في عام 1921 أعاد سيليج إصدار فيلمه باسم الخفاش للاستفادة من نجاح المسرحية. رفع واجنهالز وكيمبر دعوى لمنع استخدام سيلنيج للعنوان.
إن الخفاش 1926 عبارة عن ثلاثة أفلام كانت مبنية على مسرحية برودواي الأصلية. الأول هو فيلم صامت يسمى أيضًا الخفاش تم إنتاجه وإخراجه بواسطة رولاند ويست الذي شارك في كتابة السيناريو مع جوليان جوزيفسون وجورج ماريون جونيور، لعبت كورنيليا دور إميلي فيتزروي وكان إيدي جريبون هو الخفاش، أما زوجة ويست جويل كارمن فقد لعبت دور ديل أوغدن كآخر دور لها في الفيلم. تعنى ويست أن يعمل الممثلين ليلاً ليكونوا في مزاج جيد للإثارة. تم إصدار الفيلم بواسطة United Artists في 14 مارس 1926 في العام السابق وكان ويست قد أخرج نسخة مقتبسة من أحد مقتبسي الوحش والخفاش. واعتبر النقاد أن فيلم الخفاش شهد تحسنًا مقارنة بالفيلم السابق؛ لقد تلقى تقييمات إيجابية وحقق أداءً جيدًا في شباك التذاكر. واعتبر الفيلم مفقودًا لعقود من الزمن ولكن تم اكتشاف نسخة مطبوعة منه في الثمانينات.
بعد تسويق الأفلام الصوتية أعاد ويست صياغة القصة بعد أربع سنوات باسم همسات الخفافيش النسخة الجديدة التي أصدرتها شركة United Artists في 29 نوفمبر 1930، قامت ببطولتها تشيستر موريس في دور الخفاش وأونا ميركل في دور ديل؛ لعبت الممثلة البريطانية جرايس هامبتون دور كورنيليا. جرب ويست تقنية الشاشة العريضة المبكرة من خلال قيام اثنين من المصورين السينمائيين بتصوير إصدارات مختلفة من الفيلم، أحدهما بكاميرا قياسية مقاس 35 مم والآخر بكاميرا "Magnifilm" جديدة مقاس 65 مم، مثل الفيلم الصامت السابق المقتبس وتم اعتبار همسات الخفافيش مفقودًا حتى استعاد أرشيف الأفلام والتلفزيون بجامعة كاليفورنيا في لوس أنجلوس كلا من الإصدارات القياسية والعريضة من الانعكاسات المعاد اكتشافها في عام 1988. تلقى الفيلم آراء متباينة وكانت تجربة الشاشة العريضة بمثابة فشل مالي وقال مؤلف الكتاب المصور بوب كين في سيرته الذاتية عام 1989 باتمان وأنا أن الشرير في همسات الخفافيش ألهم شخصيته "باتمان".
كتب كرين ويلبر وأخرج نسخة ثالثة من رواية الخفاش التي أصدرتها شركة Allied Artists في 9 أغسطس 1959 وركز هذا الإصدار على جانب الرعب، حيث قام الخفاش(الذي يلعب دوره غافن جوردون) بتمزيق حلق ضحاياه وكان للدكتور ويلز (الذي لعب دوره نجم الرعب فنسنت برايس) دور أكثر بروزًا وشاركت أغنيس مورهيد في البطولة بدور كورنيليا، تلقت هذه النسخة المقتبسة آراء متباينة عند صدوره وهو متاح على نطاق واسع لأن حقوق النشر الخاصة به انتهت صلاحيتها مما يجعله في الملكية العامة.

### اقتباسات أخرى
لتعزيز الفرق بين الخفاش والدرج الدائري فقد نشرت شركة جورج إتش دوران رواية للمسرحية في عام 1926 على الرغم من أن الفضل يعود لرينهارت وهوبوود إلا أنه تمت كتابته بواسطة ستيفن فنسنت بينيت.
تم اقتباس الخفاش للتلفزيون عدة مرات، بثت سلسلة مختارات WOR-TV مسرح تلفزيون برودواي نسختها في 23 نوفمبر 1953 مع طاقم الممثلين الذي ضم إستل وينوود وأليس بيرس وجاي جوستين، اختارت قناة NBC-TV في 31 مارس 1960 عرض فيلم الخفاش كأول عروضها الخاصة لـ Dow Hour of Great Mysteries، لعبت هيلين هايز ومارغريت هاميلتون وجيسون روباردز دور البطولة في هذا الإصدار وفي 30 يوليو 1978 بثت شبكة Hessischer Rundfunk الألمانية الغربية نسخة فيلم تلفزيوني بعنوان Der Spinnenmörder تمت إعادة بثه بواسطة قناة Österreichischer Rundfunk في النمسا في 5 أغسطس.
في أغسطس 1992، نشرت شركة Adventure Comics نسخة مقتبسة من المسرحية في كتاب مصور من لقطة واحدة، غيّر الكتاب المصور القصة بشكل كبير لجعل كورنيليا فان جوردر أصغر سناً ومنحها توأمًا شريرًا هو القاتل.